# Derek Fowlds

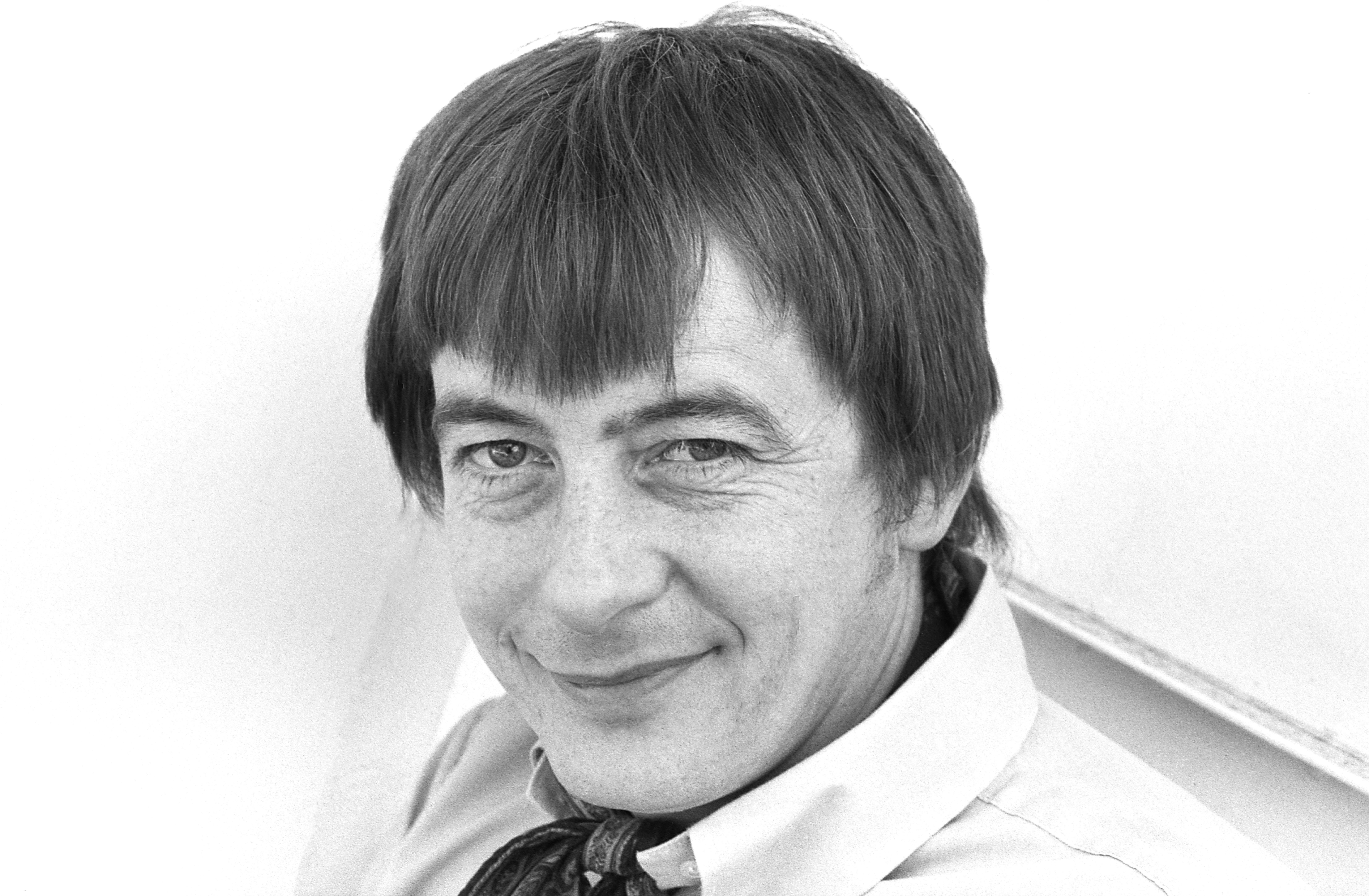
Derek Fowlds, 1974

Derek Fowlds (* 2. September 1937 in London; † 17. Januar 2020 in Bath) war ein britischer Schauspieler.

## Karriere
Derek Fowlds studierte von 1958 bis 1960 an der Royal Academy of Dramatic Art. Während der Sommerferien 1958 trat er erstmals in einem professionellen Theater in Colwyn Bay auf. Nach dem Studium begann er am Londoner West End Theater zu spielen. Er übernahm Nebenrollen in Filmen wie Doktor in Nöten mit Dirk Bogarde, Hotel Paradiso mit Alec Guinness und Gina Lollobrigida sowie dem Hammer-Horrorstreifen Frankenstein schuf ein Weib mit Peter Cushing. Ab den 1960er-Jahren spielte Fowlds zudem regelmäßig in Fernsehserien. Von 1969 bis 1973 arbeitete Fowlds bei der British Broadcasting Corporation als Showmaster für ein Kinderprogramm.
Seine bekannteste Rolle war die des Ministerialreferenten Bernard Woolley in der satirischen Fernsehserie Yes Minister und der Fortsetzung Yes Premierminister. In der Fernsehserie Heartbeat spielte er insgesamt 18 Jahre die Figur des (im Verlaufe der Serie pensionierten) Polizisten Oscar Blaketon.
Fowlds veröffentlichte 2015 seine Autobiografie mit dem Titel A Part Worth Playing.

## Privates
Fowlds war zweimal verheiratet: von 1964 bis 1973 mit Wendy Tory und von 1974 bis 1978 mit der Tänzerin und Fernsehmoderatorin Lesley Judd. Er hatte zwei Söhne aus erster Ehe. Er starb im Januar 2020 mit 82 Jahren an den Folgen einer Lungenentzündung.

## Filmografie (Auswahl)
- 1962: Die Einsamkeit des Langstreckenläufers (The Loneliness of the Long Distance Runner)
- 1963: Doktor in Nöten (Doctor in Distress)
- 1964: Manche mögen’s geheim (Hot Enough for June)
- 1966: Hotel Paradiso
- 1967: Frankenstein schuf ein Weib (Frankenstein Created Woman)
- 1969–1973: The Basil Brush Show (Fernsehserie, 64 Folgen)
- 1972: Der Turm der lebenden Leichen (Tower of Evil)
- 1975: Die Puppe (The Doll; Fernsehserie, drei Folgen)
- 1980–1984: Yes Minister (Fernsehserie, 22 Folgen)
- 1986–1988: Yes, Premierminister (Yes, Prime Minister; Fernsehserie, 16 Folgen)
- 1988: Inspektor Morse, Mordkommission Oxford (Inspector Morse; Fernsehserie, eine Folge)
- 1990: Die Kinder (Fernseh-Miniserie, sechs Folgen)
- 1992: Mut zur Freiheit (Over the Hill)
- 1992–1994: Firm Friends (Fernsehserie, acht Folgen)
- 1992–2009: Heartbeat (Fernsehserie, 342 Folgen)
- 2012: Run for Your Wife
- 2017: Doctors (Fernsehserie, eine Folge)

## Belege
1. 1 2  Anthony Hayward: Derek Fowlds obituary. In: theguardian.com. 17. Januar 2020, abgerufen am 18. Januar 2020 (englisch).
2. ↑  John Byrne: Actor Derek Fowlds: ‘I was lucky to experience the rep system in my first job’. In: thestage.co.uk. 10. September 2019, abgerufen am 17. Januar 2020 (englisch).
3. 1 2  Derek Fowlds: Yes Minister and Heartbeat actor dies aged 82. In: bbc.com. 17. Januar 2020, abgerufen am 17. Januar 2020 (englisch).

| Personendaten    | Personendaten                            |
| ---------------- | ---------------------------------------- |
| NAME             | Fowlds, Derek                            |
| ALTERNATIVNAMEN  | Fowlds, Derek James (vollständiger Name) |
| KURZBESCHREIBUNG | britischer Schauspieler                  |
| GEBURTSDATUM     | 2. September 1937                        |
| GEBURTSORT       | London                                   |
| STERBEDATUM      | 17. Januar 2020                          |
| STERBEORT        | Bath                                     |